# Емитсберг (Мериленд)
Емитсберг (енгл. Emmitsburg) град је у америчкој савезној држави Мериленд.

## Демографија
По попису из 2010. године број становника је 2.814, што је 524 (22,9%) становника више него 2000. године.
| Група             | 2000.         | 2010.         |
| Белци             | 2.216 (96,8%) | 2.618 (93,0%) |
| Афроамериканци    | 20 (0,9%)     | 56 (2,0%)     |
| Азијати           | 7 (0,3%)      | 25 (0,9%)     |
| Хиспаноамериканци | 10 (0,4%)     | 70 (2,5%)     |
| Укупно            | 2.290         | 2.814         |